# Michelle Kelly
Michelle Kelly (Calgary, 7 de noviembre de 1974) es una deportista canadiense que compitió en skeleton. Ganó tres medallas en el Campeonato Mundial de Skeleton entre los años 2003 y 2008.

## Palmarés internacional
| Campeonato Mundial | Campeonato Mundial   | Campeonato Mundial | Campeonato Mundial |
| Año                | Lugar                | Medalla            | Prueba             |
| ------------------ | -------------------- | ------------------ | ------------------ |
| 2003               | Nagano (Japón)       | Medalla de oro     | Individual         |
| 2005               | Calgary (Canadá)     | Medalla de bronce  | Individual         |
| 2008               | Altenberg (Alemania) | Medalla de plata   | Equipo mixto       |